# Бени Морис
Бени Морис (на иврит: בני מוריס) е израелски историк, един от най-влиятелните и плодовити членове на т.нар. школа на Новите историци в страната.
Той е роден през 1948 година в кибуца Ейн Хахореш. Към 2009 година е професор по история в Университета „Бен Гурион“. Основните му изследвания са в областта на причините за емиграцията на палестинците от територията на Израел след обявяването на независимостта на страната през 1948 година. Морис е обвиняван както в пропалестински, така и в произраелски позиции. Самият той се определя като ционист.